# Rome (série télévisée)
Pour les articles homonymes, voir Rome (homonymie).
Rome est une série télévisée américano-britannico-italienne en 22 épisodes répartis en deux saisons, créée par John Milius, William J. MacDonald et Bruno Heller, et diffusée initialement de 2005 à 2007. 
Elle relate l'histoire des dernières années de la République romaine, depuis la fin de la guerre des Gaules jusqu'à l'avènement d'Auguste. 
Ses deux personnages principaux, Titus Pullo et Lucius Vorenus, sont deux soldats romains qui se retrouvent pris dans la tourmente des événements. 
Série télévisée au budget le plus élevé de l'histoire à l'époque de sa production, Rome a connu un succès critique et commercial et a été plusieurs fois nommée aux Emmy Awards et aux Golden Globes, remportant au total sept Emmy Awards. 
Initialement prévu à cinq, le nombre de saisons a cependant dû être ramené à deux en raison du coût trop important des épisodes de la série.

## Synopsis
Cette série relate à la fois les événements ayant entraîné la chute de la République romaine et la naissance de l'Empire romain, vus à travers les yeux de leurs principaux protagonistes, et la vie et les aventures de deux soldats de la Treizième légion, le légionnaire Titus Pullo et le centurion Lucius Vorenus, qui sont témoins de ces événements, et parfois même les influencent.
La première saison débute lorsque Jules César revient de Gaule à la fin de son mandat de proconsul, refuse de libérer ses légions selon l'ordre du Sénat, et s'apprête à franchir le Rubicon à la tête de ses légions et à marcher sur Rome. Dès lors, l'action retrace les luttes de pouvoir entre Pompée et César, jusqu'au triomphe de César et à l’assassinat de ce dernier aux ides de Mars en 44 av. J.-C. Lucius Vorenus, sous la protection de César et de Marc Antoine, y entreprend son ascension sociale qui va le conduire jusqu'au Sénat avant d'être victime d'un drame familial, alors que Titus Pullo noue des liens avec le jeune Octave tout en éprouvant des difficultés à réintégrer la vie civile.
La deuxième saison reprend le thème de la lutte de pouvoir, mais cette fois-ci entre Marc Antoine et Octave, après l'assassinat de César. Elle se termine sur la mort de Marc Antoine et de Cléopâtre en Égypte et le triomphe final d'Octave qui devient le premier empereur romain sous le nom d'Auguste. Lucius Vorenus connait une brutale descente aux enfers et devient le chef d'une bande de brigands de l'Aventin avant d'attacher son destin à celui de Marc Antoine, et Titus Pullo, récemment marié, aide son ami à sortir de sa mauvaise passe avant de devenir son second, puis de le remplacer quand Vorenus part pour l'Égypte. Quand Octave part lui-même pour l'Égypte, il emmène Pullo avec lui, permettant ainsi aux deux vieux amis d'être réunis une dernière fois.

## Distribution

### Acteurs principaux
- Kevin McKidd (VF : Alexis Victor) : Lucius Vorenus
- Ray Stevenson (VF : Marc Alfos) : Titus Pullo
- James Purefoy (VF : Edgar Givry) : Marc Antoine
- Max Pirkis / Simon Woods (VF : Yann Le Madic / Cédric Dumond) : Octave
- Polly Walker (VF : Juliette Degenne) : Atia
- Lindsay Duncan (VF : Anne Kerylen) : Servilia
- Tobias Menzies (VF : Antoine Nouel) : Brutus
- Kerry Condon (VF : Laura Préjean) : Octavia
- David Bamber (VF : Philippe Peythieu) : Cicéron
- Ciarán Hinds (VF : José Luccioni) : Jules César
- Indira Varma (VF : Claire Guyot) : Niobé

Photos des acteurs principaux
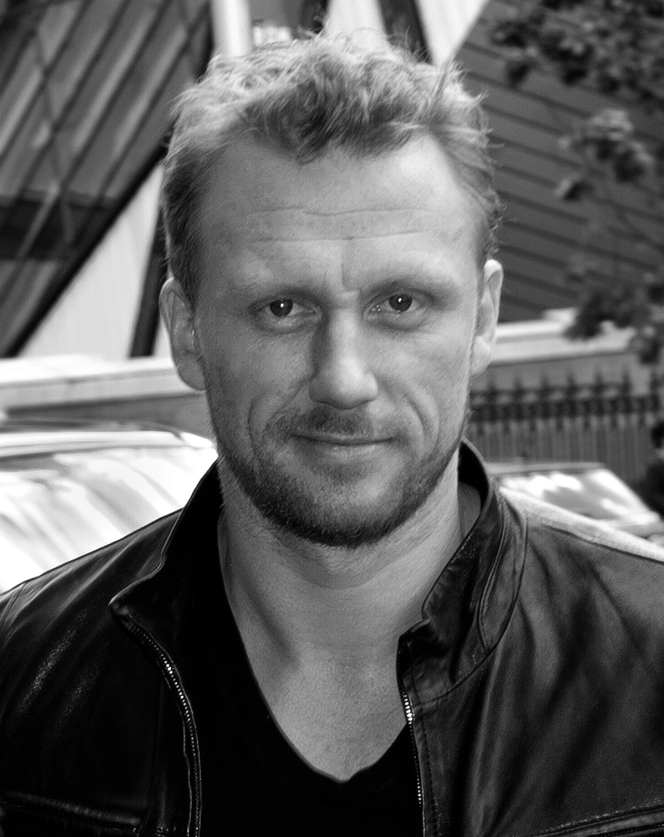
Kevin McKidd interprète Lucius Vorenus
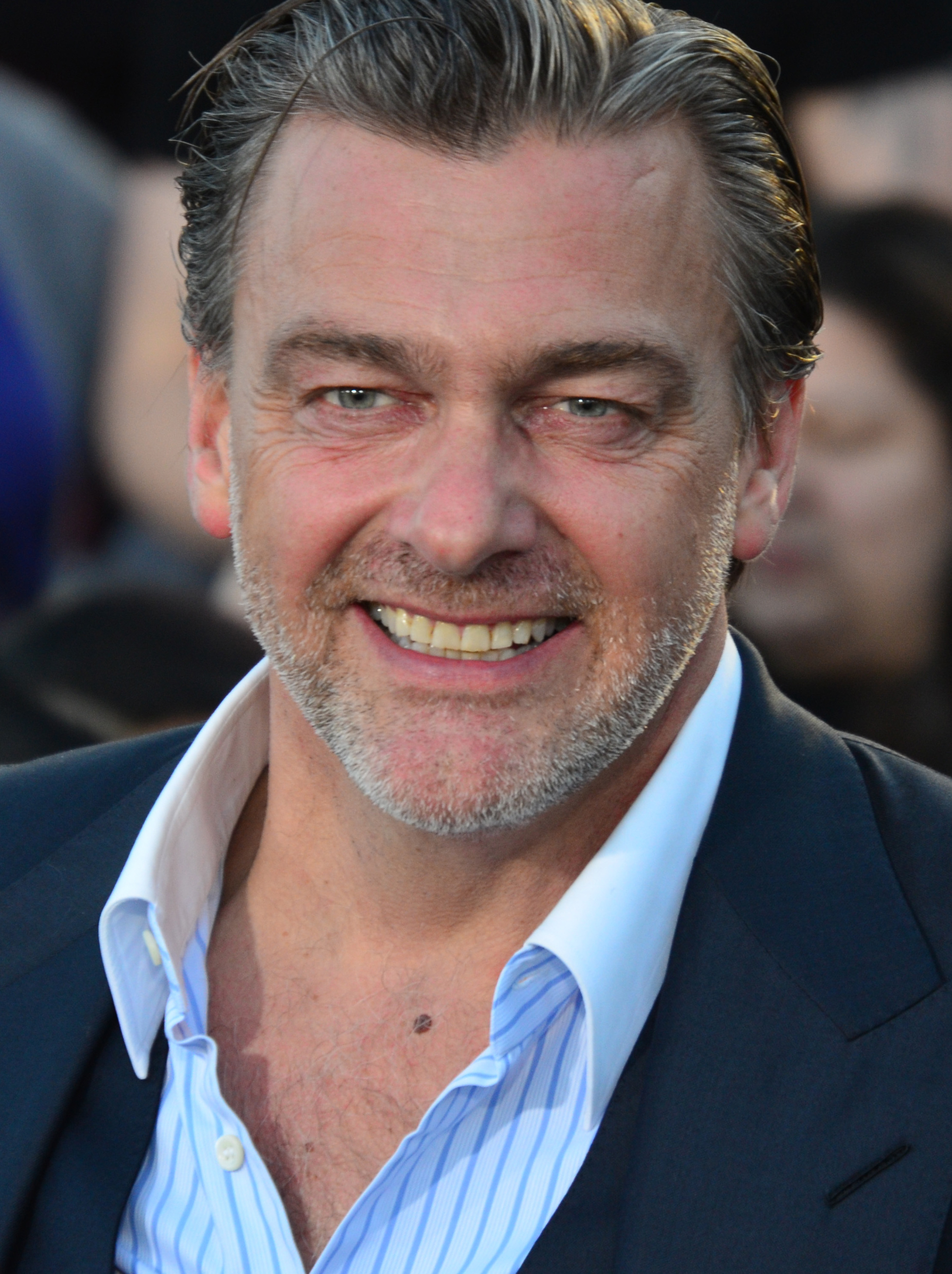
Ray Stevenson interprète Titus Pullo
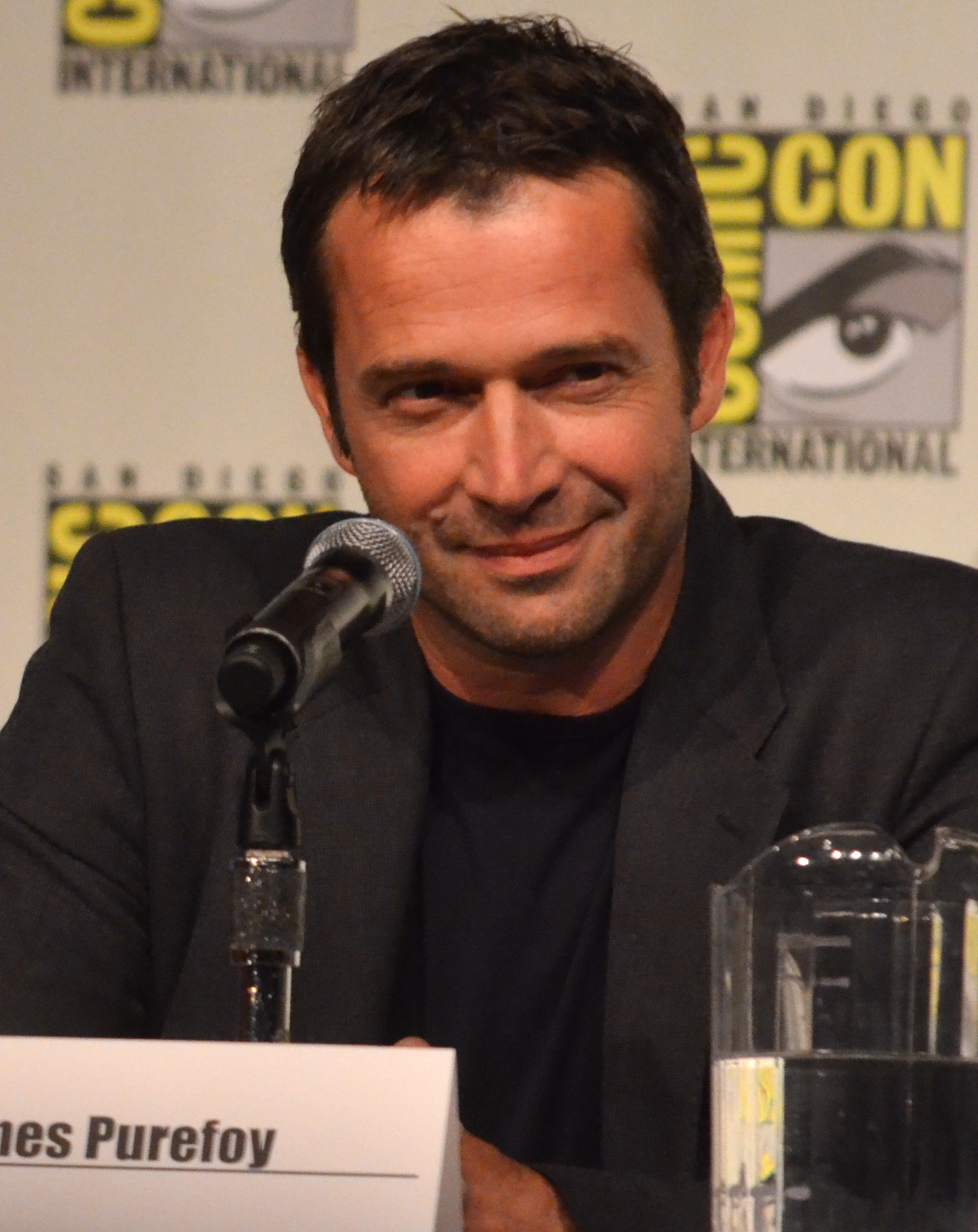
James Purefoy interprète Marc Antoine
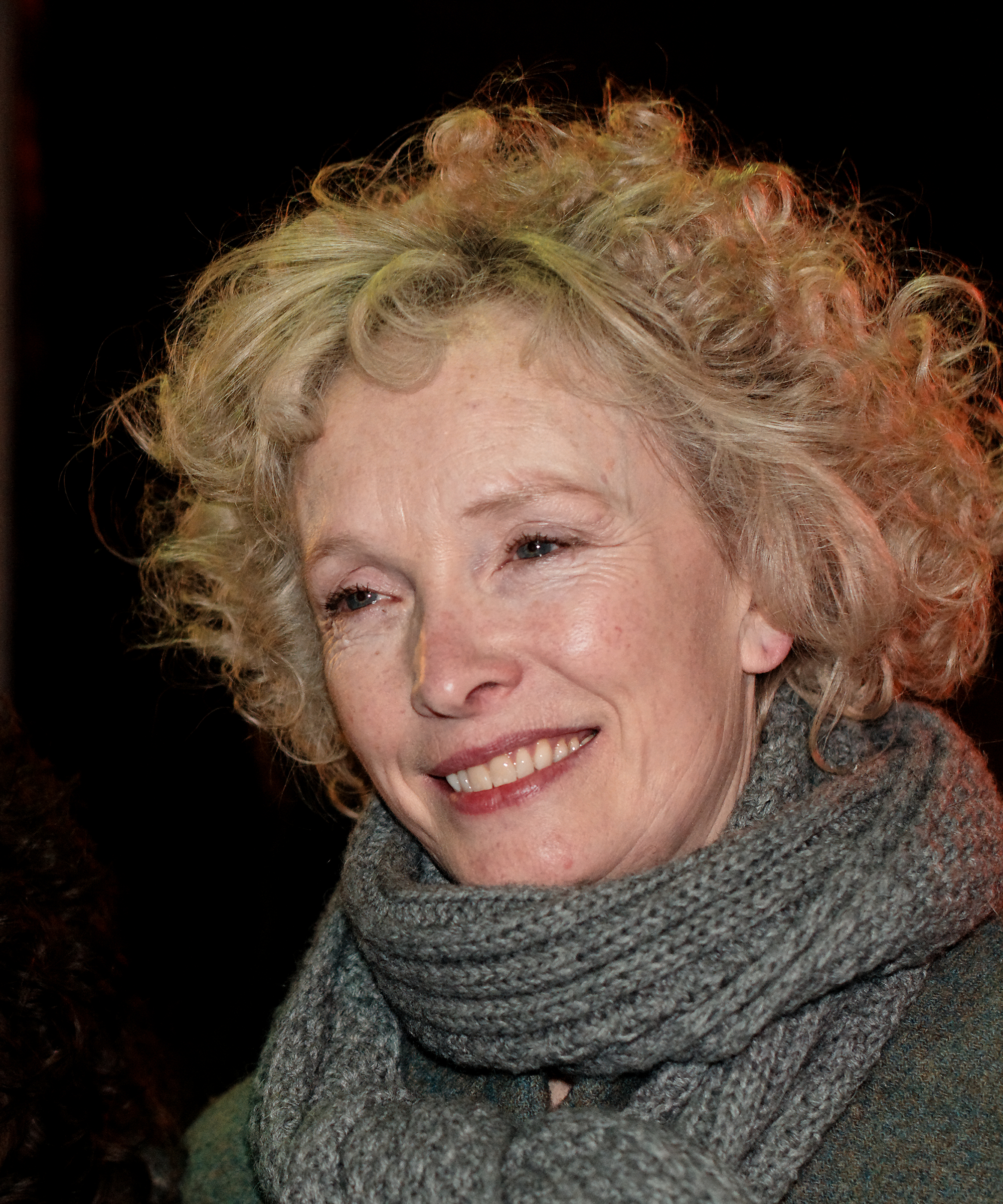
Lindsay Duncan interprète Servilia
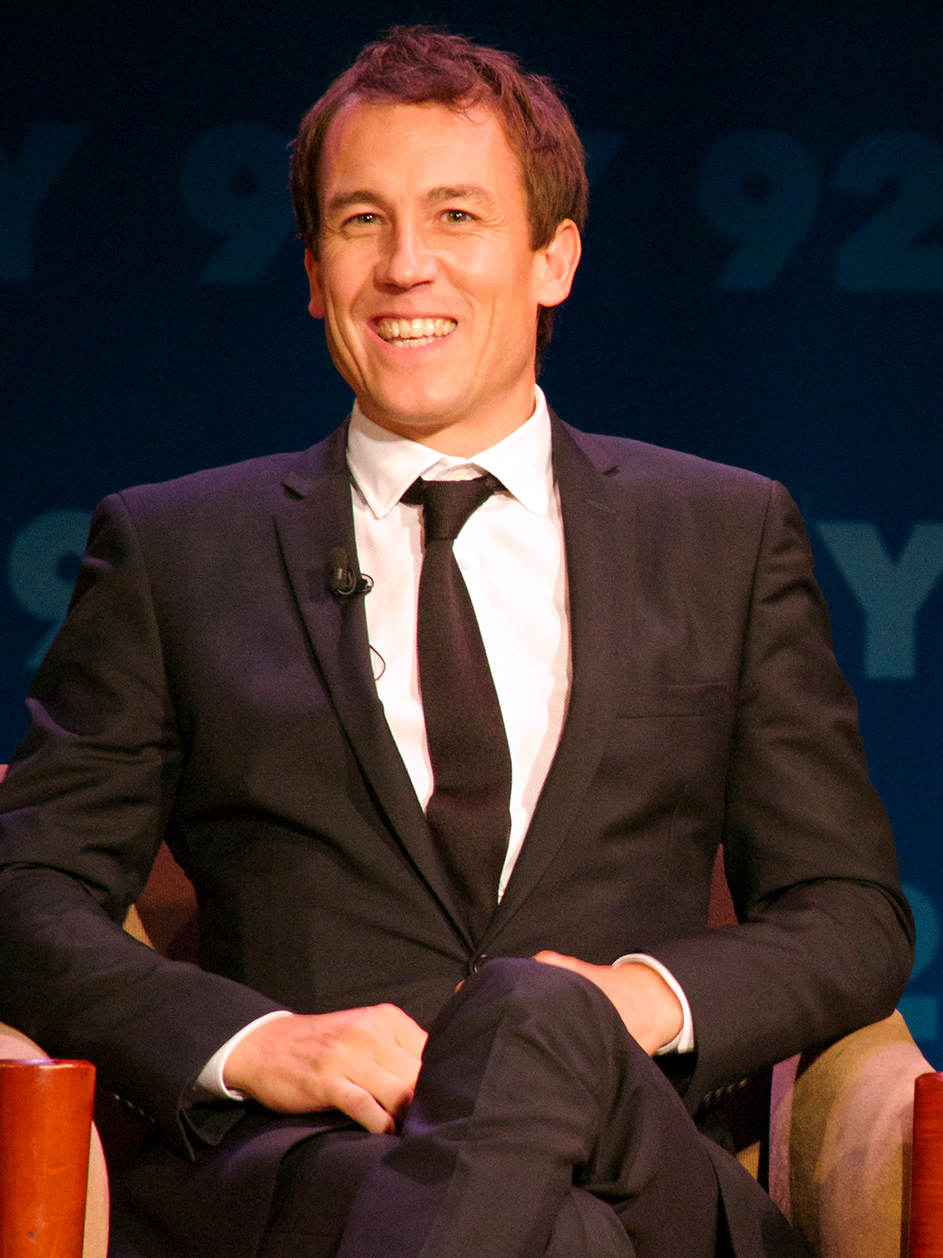
Tobias Menzies interprète Brutus
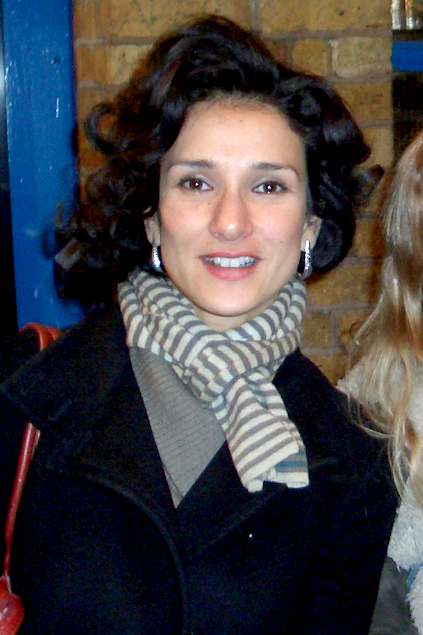
Indira Varma interprète Niobé

### Acteurs récurrents
- Kenneth Cranham (VF : Pierre Dourlens) : Pompée
- Nicholas Woodeson (VF : Jacques Bouanich) : Posca
- Lee Boardman (en) (VF : Gilles Morvan) : Timon
- Chiara Mastalli (VF : Barbara Tissier) : Eirene
- Guy Henry (VF : Gabriel Le Doze) : Cassius
- Coral Amiga (en) (VF : Caroline Lallau) : Vorena
- Rick Warden (VF : Arnaud Arbessier) : Quintus Pompée
- Michael Nardone (en) (VF saison 1 : Emmanuel Jacomy / VF saison 2 : David Krüger) : Mascius
- Lorcan Cranitch (en) (VF : Pierre Laurent) : Erastes Fulmen
- Esther Hall (en) (VF : Edwige Lemoine) : Lyde
- Ian McNeice (VF : Michel Vocoret) : le crieur public
- Kathryn Hunter : Charmian
- Lidia Biondi (VF : Joëlle Brover) : Merula
- Zuleikha Robinson (VF : Olivia Luccioni) : Gaia

### Invités
- Lyndsey Marshal (VF : Barbara Kelsch) : Cléopâtre
- Karl Johnson (en) (VF : Pierre Baton) : Caton
- Paul Jesson (VF : Robert Darmel) : Metellus Scipion
- Enzo Cilenti (VF : Adrien Antoine) : Evander Pulchio
- Ted Rusoff (en) : Strabon
- Scott Chisholm (en) : Ptolémée XIII
- Haydn Gwynne : Calpurnia Pisonis
- Allen Leech (VF : Fabrice Josso) : Agrippa
- Alex Wyndham (VF : Alexandre Gillet) : Mécène
- Daniel Cerqueira (VF : Arnaud Arbessier) : Memmio
- Alice Henley (it) (VF : Marie-Eugénie Maréchal) : Livie
- Camilla Rutherford (VF : Dorothée Pousséo) : Jocaste
- Ronan Vibert (VF : Bernard Lanneau) : Lépide
- Nicolò Brecci / Max Baldry : Ptolémée XV (Césarion)
- Deborah Moore : Aufidia
- Simon Callow (Publius Servilius)
- René Zagger (en) : Hérode Ier le Grand

 Source et légende : version française (VF) sur RS Doublage et Doublage Séries Database

## Production

### Développement

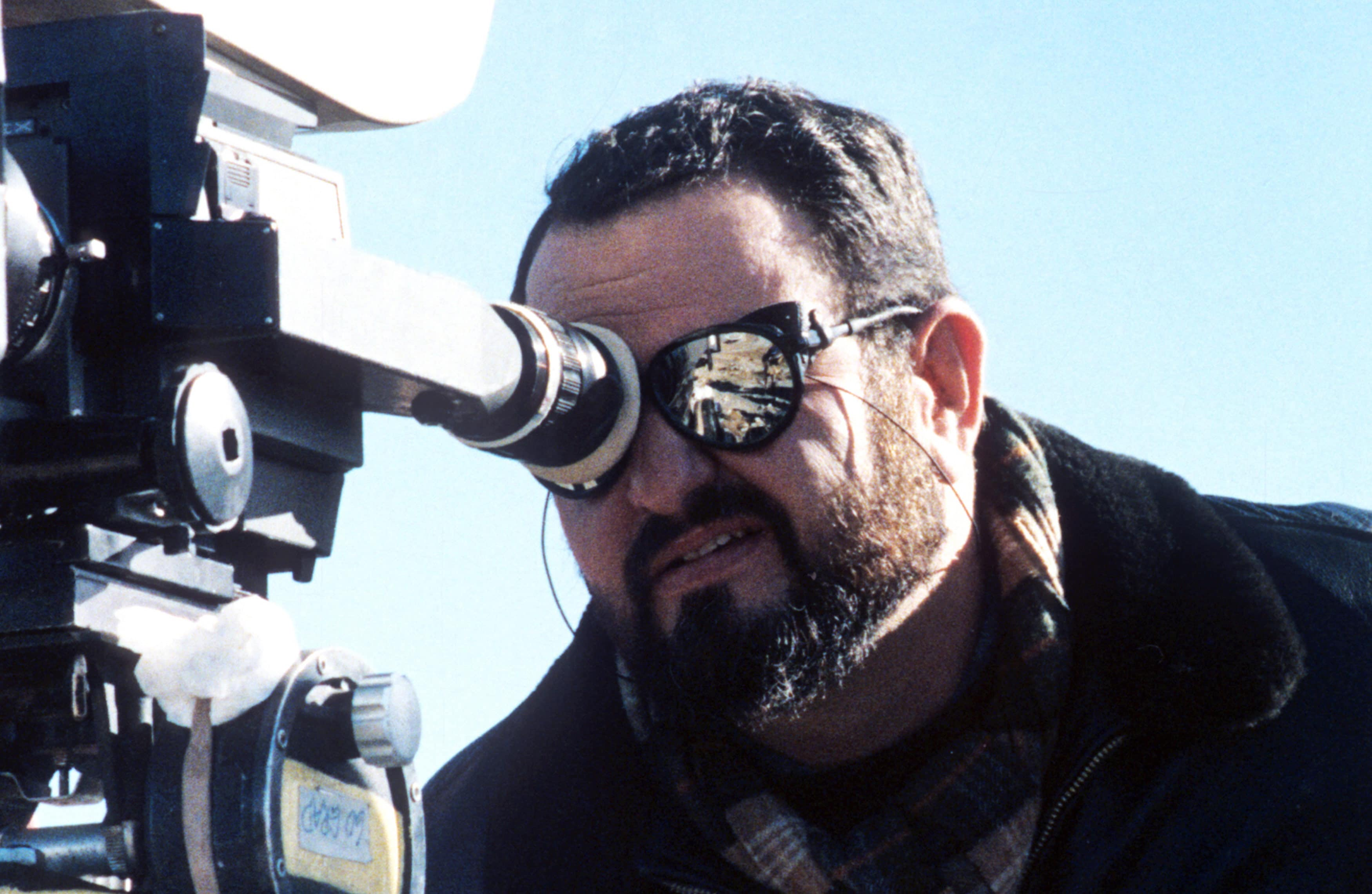
John Milius, réalisateur et co-créateur de la série.

John Milius et William J. MacDonald ayant soumis l'idée d'une mini-série sur l'Antiquité romaine à la chaîne HBO, celle-ci, après leur avoir adjoint le scénariste Bruno Heller, décide d'en faire une série à part entière. En 2002, HBO et la BBC se mettent d'accord pour coproduire la première saison de la série, comprenant douze épisodes d'une durée approximative de cinquante minutes, pour un budget s'élevant à cent millions de dollars, HBO et la BBC contribuant respectivement pour des montants de 85 et 15 millions de dollars. Les deux réseaux télévisés s'étaient déjà associés auparavant pour la production de la série Frères d'armes mais pas en tant que coproducteurs. L'exemple à suivre, avec beaucoup plus de moyens et d'une manière plus moderne, était, pour les producteurs, la série Moi Claude empereur.
Les créateurs de la série ont adopté un ton qu'ils ont voulu le plus réaliste possible et qui comprend de nombreuses scènes de violence et de sexe, ainsi qu'un langage assez cru. Ce parti pris de montrer une vision de Rome sans concession où le luxe côtoie la plus grande pauvreté, se démarquant ainsi des séries des péplums, a entraîné des problèmes en Italie : la RAI a décidé de remplacer les scènes de sexe et de violence les plus explicites par des versions édulcorées.
La saison 2 de la série, comprenant dix épisodes, atteint, quant à elle, le budget pharaonique de 125 millions de dollars, en raison de décors encore plus imposants et de la reconstitution de la bataille de Philippes et de la ville d'Alexandrie, nécessitant de nombreux effets spéciaux.

### Tournage

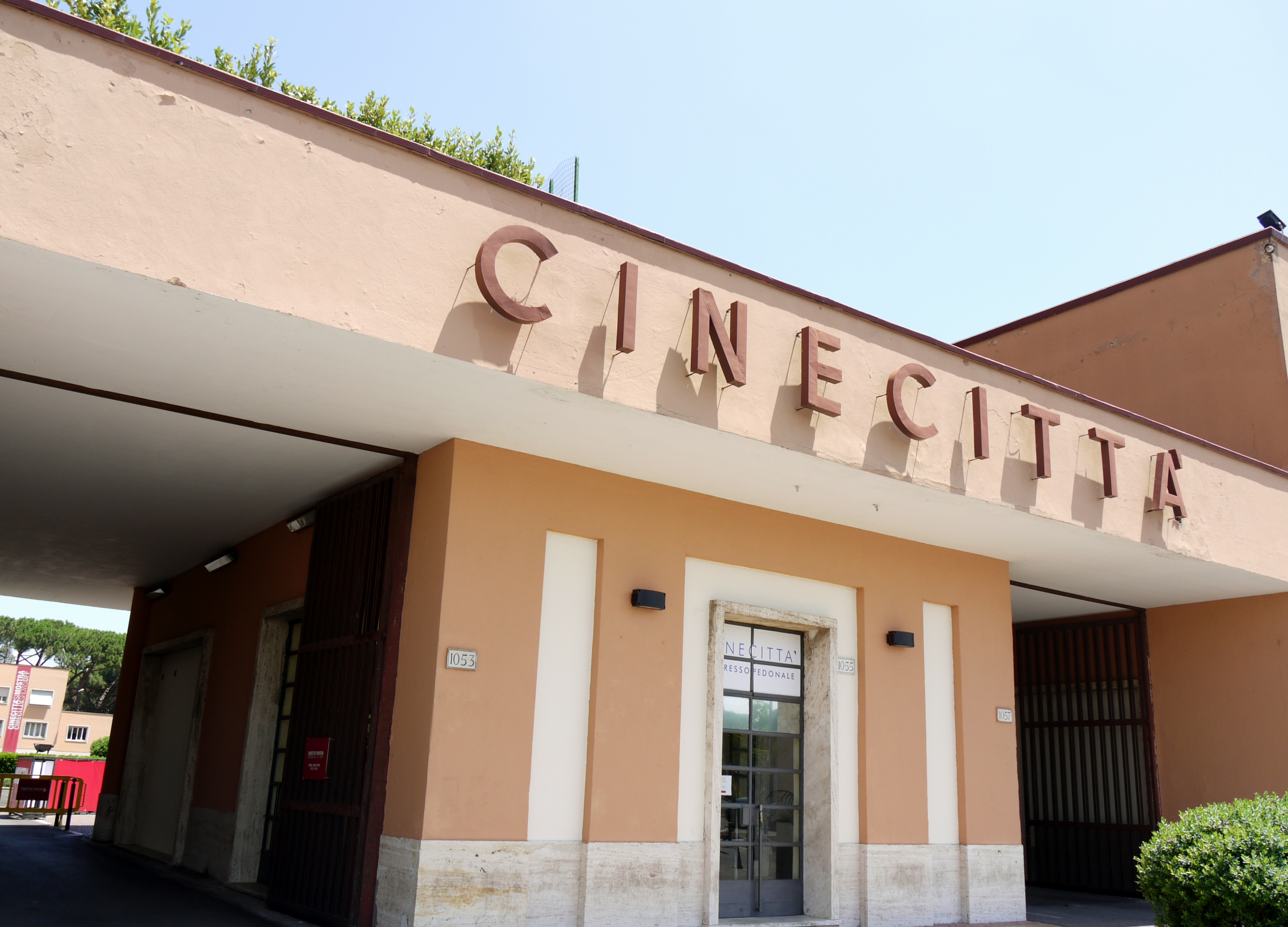
Le complexe de la Cinecittà à Rome a servi de décors à la série.

Rome est la première série anglophone entièrement tournée dans un pays non-anglophone, l'Italie.
C'est en effet dans les studios romains de Cinecittà qu'ont été constitués les décors : reproductions de la Rome antique avec son Forum, ses villas patriciennes et ses bas quartiers, et qu'a été tournée la série entre mars 2004 et mai 2005. La construction de ces décors a nécessité la participation d'une équipe internationale de 350 personnes. Mais une partie importante de ces décors a été détruite lors de l'incendie du 10 août 2007 des studios Cinecittà. Les décors ayant échappé aux flammes ont ensuite été réutilisés pour la série Kaamelott, pour la réalisation de la saison 6.
La série a été filmée en 35 mm avec des caméras Arriflex, et de la pellicule Kodak Vision2 200T 5217 et Kodak Vision2 500T 5218. Pour donner plus de crédibilité, de nombreux figurants ont été choisis parce qu'ils exerçaient la même profession dans la vie réelle que dans la série.
La bande originale est de Jeff Beal, déjà connu pour ses musiques des séries Monk et La Caravane de l'étrange. Dans un souci de réalisme, Beal a composé et enregistré la musique à l'aide d'instruments qui existaient au temps de la République romaine.

### Diffusion et arrêt de la série
Rome a été diffusée entre le 28 août 2005 et le 25 mars 2007 sur HBO (États-Unis), entre le 2 novembre 2005 et le 22 juillet 2007 sur BBC Two (Royaume-Uni), et à partir du 17 mars 2006 sur Rai 2 (Italie).
Au Québec, la série a été diffusée à partir du 6 février 2006 sur Super Écran, puis rediffusée à partir du 26 août 2009 sur Mystère. 
En France, la série a été diffusée à partir du 29 juin 2006 sur Canal+. Rediffusion de la saison 1 du 13 septembre 2007 au 11 octobre 2007 sur Paris Première. Rediffusion de la saison 1 du 31 mai 2009 au 19 juillet 2009 sur M6. Rediffusion intégrale du 22 juin 2011 au 17 août 2011 sur Arte. Enfin dès le 12 octobre 2012 sur D8. 
En Belgique francophone sur Be 1 puis à partir du 9 janvier 2007 sur La Une ; et en Suisse à partir du 12 novembre 2008 sur TSR1.
Le premier épisode de la série est diffusé sur HBO le 28 août 2005 et est vu par 3,8 millions de téléspectateurs (près de 9 millions sur l'ensemble de ses diffusions). La série conserve des audiences similaires sur l'ensemble de la saison (le dernier épisode étant diffusé le 20 novembre 2005) et HBO, satisfaite de ces audiences, annonce publiquement la production d'une seconde saison au mois d'avril 2006. La saison 2 est diffusée sur HBO du 14 janvier 2007 au 25 mars 2007.
En France, les diffusions des deux saisons de la série sur Canal+ ont attiré en moyenne 750 000 (saison 1) et 600 000 téléspectateurs (saison 2), une bonne audience pour cette chaîne. Rome a également eu des audiences correctes en Grande-Bretagne sur la BBC Two, mais a été un échec en Italie, Rai 2 renonçant même à diffuser la saison 2.
À l'origine prévue pour comporter cinq saisons, la série s'est arrêtée au bout de deux saisons en raison du coût trop élevé des épisodes, et ce malgré son succès international. Cette décision prise par HBO durant le tournage de la saison 2 a ainsi poussé Bruno Heller à intégrer les principaux éléments qui étaient prévus pour les saisons 3 et 4 dans celle-ci, ce qui explique la façon dont les événements s'accélèrent durant la deuxième partie de la saison 2. On sait ainsi que les saisons 3 et 4 devaient se dérouler en grande partie en Égypte et que la saison 5 devait traiter de l'ascension d'un certain messie en Palestine.
En février 2008, l'acteur Ray Stevenson, interprète de Titus Pullo, a annoncé dans une entrevue qu'un projet de film sur Rome était en cours de développement avec Bruno Heller pour écrire le scénario, et, en mars 2010, il est confirmé qu'Heller a terminé le scénario et qu'il est désormais à la recherche d'un metteur en scène et d'un distributeur.

## Épisodes

### Première saison (2005)
1. Le Vol de l'aigle (The Stolen Eagle)
2. Une république fragile (How Titus Pullo Brought Down the Republic)
3. Le Venin de Cerbère (An Owl in a Thornbush)
4. Bons augures, mauvais présages (Stealing from Saturn)
5. Jeux de dupes (The Ram Has Touched the Wall)
6. Octave devient un homme (Egeria)
7. Vaincre ou mourir (Pharsalus)
8. Un trône pour deux (Caesarion)
9. Marchés de dupes (Utica)
10. Le Triomphe de César (Triumph)
11. Espoirs déçus (The Spoils)
12. Les Ides de Mars (Kalends of February)

### Deuxième saison (2007)
1. L'Héritage de César (Passover)
2. Fils de Hadès (Son of Hades)
3. Le Message de Cicéron (These Being the Words of Marcus Tullius Cicero)
4. Frères ennemis (Testudo Et Lepus (The Tortoise and the Hare))
5. Octave, jeune consul (Heroes of the Republic)
6. La Liste d'Octave (Philippi)
7. Le Mariage de Marc Antoine (Death Mask)
8. Secrets et Trahisons (A Necessary Fiction)
9. Le Voyage à Alexandrie (Deus Impeditio Esuritori Nullus (No God Can Stop a Hungry Man))
10. Au sujet de ton père (De Patre Vostro (About Your Father))

## Accueil

### Critiques
Helen O'Hara, du magazine Empire, donne 4 étoiles sur 5 à la première saison, affirmant que la série n'a « peut-être pas l'esthétique de Gladiator mais qu'elle bénéficie d'une histoire (raisonnablement exacte) et d'une texture plus élaborée » et que les « personnages historiques sont superbement esquissés ». Sean Woods, de Rolling Stone, lui donne 3,5 étoiles sur 4, évoquant une « série magistrale et épique » qui est la « meilleure à avoir été réalisée sur la nature du pouvoir et la stratégie politique ».

### Audiences

#### Aux États-Unis
| Saison | Nombre d’épisodes | Diffusion originale | Diffusion originale | Diffusion originale | Diffusion originale            |
| Saison | Nombre d’épisodes | Années              | Début de saison     | Fin de saison       | Audience moyenne (en millions) |
| ------ | ----------------- | ------------------- | ------------------- | ------------------- | ------------------------------ |
| 1      | 12                | 2005                | 28 août 2005        | 20 novembre 2005    | 2,58                           |
| 2      | 10                | 2007                | 14 janvier 2007     | 25 mars 2007        | 1,40                           |

## Distinctions

### Récompenses

#### Emmy Award
- 2006 : Meilleure direction artistique pour les épisodes Un trône pour deux, Le Triomphe de César et Les Ides de Mars[4]
- 2006 : Meilleurs costumes pour l'épisode Le Triomphe de César[4]
- 2006 : Meilleures coiffures pour l'épisode Bons augures, mauvais présages[4]
- 2006 : Meilleurs effets spéciaux pour l'épisode Le Vol de l'aigle[4]
- 2007 : Meilleure direction artistique[4]
- 2007 : Meilleure photographie pour l'épisode L'Héritage de César[4]
- 2007 : Meilleures coiffures pour l'épisode Au sujet de ton père[4]

#### Directors Guild of America Award
- 2005 : Meilleur réalisateur dans la catégorie Série dramatique pour Michael Apted (pour l'épisode Le Vol de l'aigle)[38]

### Nominations
La série a été en outre plusieurs fois nommée dans diverses catégories, et notamment pour les Golden Globes 2005, dans les catégories Meilleure série dramatique et Meilleure actrice dans une série dramatique (pour Polly Walker), et aux British Academy Television Awards 2008 dans la catégorie Meilleure série dramatique.

## Analyse historique

### Une série «authentique» plus que fidèle

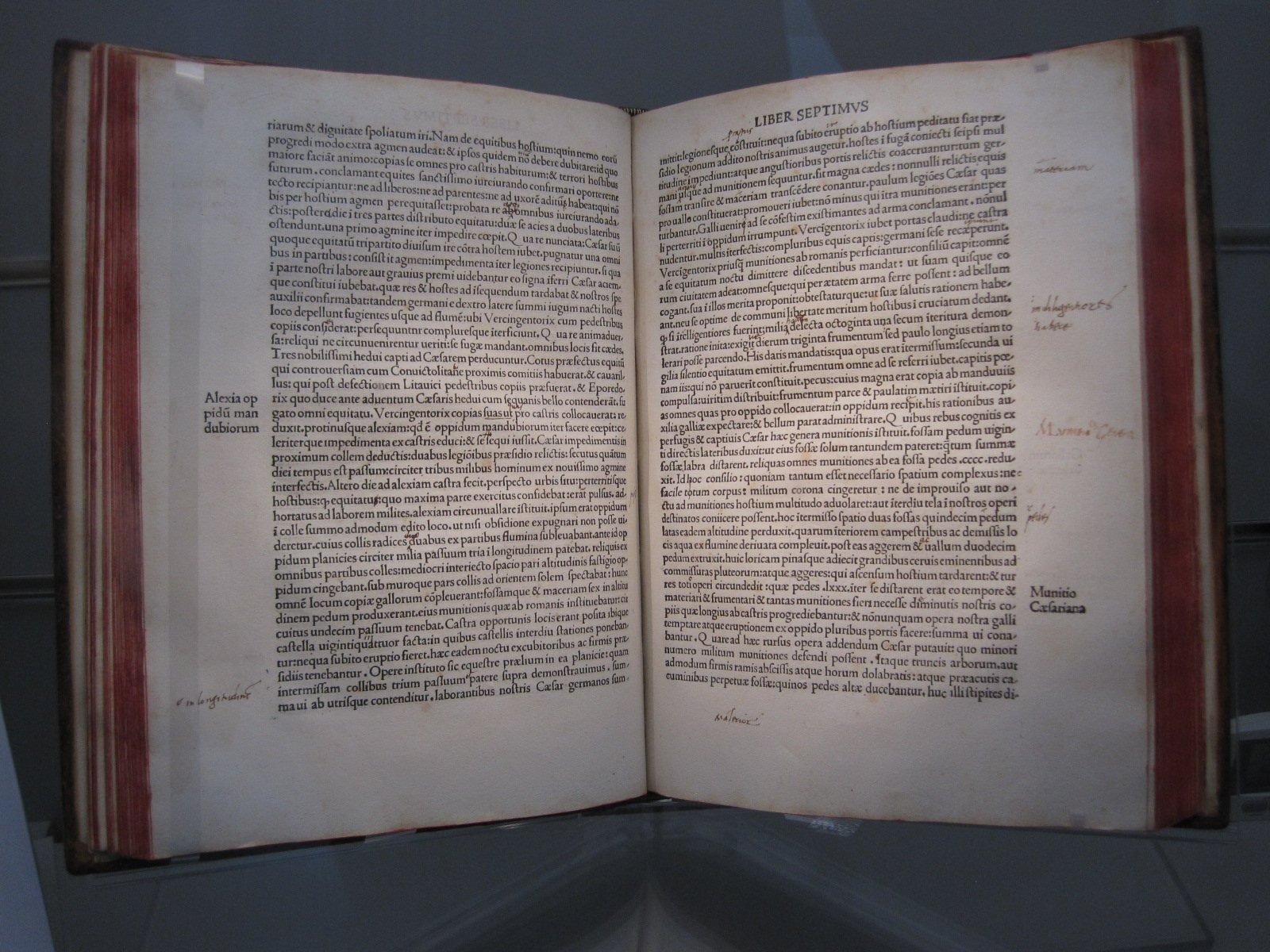
Les Commentaires sur la guerre des Gaules mentionnent deux centurions nommés Lucius Vorenus et Titus Pullo.

Plusieurs inexactitudes concernant les événements et les personnages historiques parsèment la série.
Le cocréateur Bruno Heller a déclaré à ce sujet que l'équipe « essayait de trouver un équilibre entre ce que les gens ont vu des représentations précédentes et une approche plus naturaliste. La série s'intéresse plus à la façon dont la psychologie des personnages affecte l'histoire qu'à suivre l'histoire telle que nous la connaissons. »
Le consultant historique de la série, Jonathan Stamp, note également que la série recherchait plus « l'authenticité » que la « fidélité historique ». Néanmoins, les créateurs de la série insistent sur le fait qu'ils ont voulu retranscrire de façon aussi précise que possible la vie quotidienne et les mœurs de l'époque, et qu'ils ont montré une Rome sale, dangereuse et populeuse telle qu'elle devait l'être à l'époque, très loin de la version hollywoodienne de la ville telle qu'on la voit dans les péplums.
Les personnages de Lucius Vorenus et Titus Pullo sont historiquement deux personnages anecdotiques cités dans les Commentaires sur la guerre des Gaules par Jules César (cinquième livre). Ils y sont mentionnés comme deux centurions rivaux qui se sauvent la vie à tour de rôle au combat. Cependant leurs aventures et leurs implications dans les événements de l'époque telles qu'elles sont relatées dans la série sont, elles, purement fictives. 
La plus grande licence artistique prise par les auteurs avec l'histoire concerne cependant la condensation de la chronologie historique pour des raisons scénaristiques car, historiquement parlant, plus de vingt années séparent le premier épisode de la saison 1 du dernier épisode de la saison 2. Malgré cela, et bien que présentant quelques anachronismes et beaucoup de libertés avec l'histoire, la série est considérée par des spécialistes comme donnant une vision crédible de l'époque et plutôt fidèle à la réalité historique.

### Précisions des reconstitutions
Bien que le déroulement de certaines batailles soient simplifiées comme la bataille de Philippes, l’historien Michael Taylor salue la précision des reconstitutions.
Il note l’exactitude des armures des soldats ainsi que la cohérence des formations de combat dans les scènes de bataille :

« J'apprécie particulièrement le fait que tous les soldats romains portent une armure masculine authentique. J'aime aussi beaucoup le fait que les soldats romains combattent en formations cohérentes. Je donne à la série la note de 8. »

### Place de la violence et de l'érotisme
La forte présence du sexe et de la violence dans la série a été critiquée par le spécialiste des séries anglo-saxonnes Ioanis Deroide, selon qui les producteurs utilisent la représentation d'époques anciennes comme un prétexte pour légitimer des partis pris racoleurs envers le public, avec l'argument que les mœurs étaient réellement plus brutales que de nos jours : c'est une approche du passé qu'il juge assez naïve.